# Sura (rzeka)
Sura (mar. Szur, ros. Сура, czuw. Сăр) – rzeka w Rosji, prawy dopływ Wołgi o długości 841 km i powierzchni dorzecza 67 500 km².
Rzeka wypływa ze źródeł w północnej części Wyżyny Nadwołżańskiej, a do Wołgi uchodzi w Zbiorniku Czeboksarskim.
Rzeka jest spławna i żeglowna na odcinku niemal 400 km. Od 1979 istnieje na Surze Zbiornik Penzeński.
Główne dopływy: 
- lewe: Kadada, Uza, Szuksza, Pieliet'ma, Ałatyr, Mienia, Miediana, Pjana, Urga;
- prawe: Ajwa, Inza, Barysz, Biezdna, Kiria, Agłaszka, Kumaszka.

Ważniejsze miejscowości nad Surą: Indierka, Sursk, Penza, Biessonowka, Grabowo, Ilmino, Karżewka, Kadyszewo, Surskoje, Sara, Ałatyr, Porieckoje, Jazykowo, Kurmysz, Kukszumy, Jadrin, Wasilsursk.